# 2. Garde-Mot-Schützendivision
Die 2. Garde-motorisierte-Schützendivision, (russisch 2-я гвардейская Таманская мотострелковая дивизия (2 гв. мсд)) war im Zweiten Weltkrieg ein Großverband der sowjetischen Garde und ist auch heute als Teil der russischen Landstreitkräfte aktiv. Seit sowjetischen Zeiten ist die Division bei Moskau stationiert und gehört zu den am besten ausgerüsteten Großverbänden der russischen motorisierten Schützentruppen.

## Geschichte

### Aufstellung der Stammformation
Der Stammverband – die 127. Schützendivision – wurde im Zweiten Weltkrieg am 8. Juli 1940 in Charkow gegründet. Diese Division (Kommandeur: Generalmajor Fjodor Gawrilowitsch Kornejew) kämpfte nach der deutschen Invasion im Verband der 19. Armee und erhielt am 1. Juli 1941 in der Nähe von Smolensk ihre Feuertaufe.

### Einsatz im Zweiten Weltkrieg
Am 18. September 1941 wurde die 127. Schützendivision für ihren Einsatz in der Kesselschlacht bei Smolensk auf Anordnung des Volkskommissariats für Verteidigung in die 2. Garde-Schützendivision umgewandelt. Bis Mitte Januar 1942 nahm die Division im Verband der 13. und 40. Armee (Brjansker Front) an der Verteidigung der Stadt Kursk und am Kampf um die Stadt Tim teil. Dann kämpfte sie im Raum Stary Oskol und im Juli 1942 wider im Raum Kursk.
Ab Januar 1943 beteiligte sich die Division an der Befreiung der Halbinsel Taman sowie der dortigen Städte Tscherkessk, Naltschik, Pjatigorsk, Kislowodsk, Jessentuki u. a.
In der Kertsch-Eltigener Operation kämpfte die Division bei der Rückeroberung der Krim mit einer amphibischen Landung von der Halbinsel Taman aus. Die Truppen überquerten die Straße von Kertsch und entlasteten die Stadt Sewastopol. Der Division wurde der Orden des Roten Banners verliehen und sie trägt seither den Beinamen „Tamanskaja“.
Bei den Kämpfen auf der Krim eroberte die Division am 15. April 1944 die Stadt Aluschta und wurde dann der Küstenarmee zugeteilt. Am 19. Mai 1944 wurde die Division vom Frontdienst entbunden und zur strategischen Reserve zugeteilt. Die Truppen nahmen im Verband der 2. Gardearmee die Kampfhandlungen ab Juli 1944 wieder auf und nahmen im Rahmen der 1. Baltischen Front an der Schaulener Offensive und im Oktober 1944 an der Schlacht von Memel teil. Im Dezember 1944 wurde die 2. Gardearmee einschließlich der 2. Garde-mot. Schützendivision zur 3. Weißrussischen Front versetzt. Während des ersten Einbruches in Ostpreußen im Oktober 1944 wurde der Division der Suworow-Orden 2. Grades verliehen. Im April 1945 nahm die Division an der Schlacht um Königsberg teil und beendete den Krieg auf der Halbinsel Samland, wo die Kämpfe am 23. April 1945 bei Fischhausen endeten. Im September 1945 wurde die Division nach Moskau verlegt, in eine motorisierte Schützendivision umgewandelt und im Bezirk Naro-Fominsk  stationiert.
Divisions-Kommandeure
- Generalmajor Adrian Sacharowitsch Akimenko, 18. September 1941 bis 13. Februar 1942
- Oberst Konstantin Pawlowitsch Newerow, 14. Februar – 13. August 1942
- Generalmajor Fjodor Wassiljewitsch Sacharow, 14. August 1942 bis 13. Oktober 1943
- Generalmajor Adam Petrowitsch Turchinski, 14. Oktober 1943 bis 24. März 1944
- Generalmajor Nikita Sergejewitsch Samochwalow, 25. März 1944 bis 10. Februar 1945
- Generalmajor Iosif Antonowitsch Maxsimowitsch, 11. Februar – 28. Mai 1945
- Oberst Igor Jewgenjewitsch Musatow, 29. Mai – 7. Juli 1945

### Nachkriegszeit
Nach dem Krieg nahmen Teile der Division immer wieder an Militärparaden auf dem Roten Platz teil. Zu den direkt verfügbaren Streitkräften des Verteidigungsministeriums gehörten zwei „Vorzeige“-Divisionen, die 2. motorisierte Tamaner Garde-Division (12.000 Soldaten, außerhalb von Moskau stationiert) und die 4. Kantemirowka-Garde-Panzerdivision (8.000 Soldaten, in den Vororten von Moskau stationiert). Diese beiden Divisionen fungierten als Art „Prätorianergarde“ für das führende Regime in Moskau.
Die Division half im Sommer 1953 auch beim Sturz von Lawrenti Beria, dem ehemaligen Chef der sowjetischen Geheimpolizei.

### Zeit als 23. Garde-motorisierte Schützen-Division
Auf Anordnung des Generalstabs vom 29. Dezember 1953 wurde die 2. motorisierte Tamaner Garde-Division in 23. Garde-mechanisierte Schützen-Division umbenannt. Dabei wurden die 1., 6. und 15. Garde-Schützenregimenter in die 73., 75. bzw. 130. Garde-mechanisierte Regimenter umorganisiert und alle Einheiten dem 1. Garde-Schützenkorps zugeteilt.
Am 5. Juni 1957 wurde die 23. Garde-mechanisierte Schützen-Division zur 23. Garde-motorisierten Schützen-Division umstrukturiert. Das 73., 75. und 130. Garde-mechanisierte Regiment wurden in die 73., 404. und 406. Garde-motorisierten Schützenregimenter umorganisiert, nur das zugeteilte 290. Panzerregiment behielt seine bisherige Nummerierung bei.

### Neubenennung
Gemäß einer neuen Anordnung des Verteidigungsministers vom 17. November 1964 wurde die 23. motorisierte Garde-Schützendivision zur Wahrung der militärischen Tradition des Zweiten Weltkrieges wieder in 2. Garde-motorisierte Schützendivision umbenannt.
Die Division war auch an dem gescheiterten Putsch gegen den sowjetischen Staatsführer Michail Gorbatschow beteiligt. Am 20. August 1991 versuchten die kompromisslosen Kommunisten, die Michail Gorbatschow von der Macht verdrängt hatten, die Kontrolle über das Land an sich zu reißen. Der Widerstand gegen die Putschisten sammelte sich um den russischen Präsidenten Boris N. Jelzin und drohte, die Armee zu spalten. Tausende von Menschen, die sich vor dem russischen Parlamentsgebäude versammelten, jubelten und riefen „Jelzin, Jelzin“, als Panzer der Tamaner-Division kurz nach 22 Uhr Moskauer Zeit ihre Position wechselten wollten. Am 13. September 1991 wurde darauf Generalmajor Valery Marchenkow, Kommandeur der Tamaner Division, seines Kommandos enthoben.
Die Division nahm auch im Oktober 1993 an den Zusammenstößen zwischen den Anhängern von Präsident Boris Jelzin und dem russischen Parlament teil. Als Präsident Jelzin am 17. September 1993 das Parlament auflöste, beanspruchten Parlament und Präsident die Kontrolle über die russische Regierung und damit über das Militär. Am 23. September hielt Verteidigungsminister Pawel Sergejewitsch Gratschow eine Dringlichkeitssitzung des Kollegiums des Ministeriums ab, um die Haltung der Streitkräfte im Falle einer Verschlechterung der politischen Lage im Land zu erörtern. Einheiten der mechanisierten Tamaner-Garde-Schützendivision waren dann an Übungen im Oblast Nischni Nowgorod beteiligt. Zwischen dem 2. und 4. Oktober überdachte die Armee ihre Position, und am frühen 4. unterstützte sie Jelzin. Panzer der Tamaner-Division eröffneten das Feuer auf das Parlamentsgebäude, wo die Unterstützer des Parlaments verbarrikadiert waren.

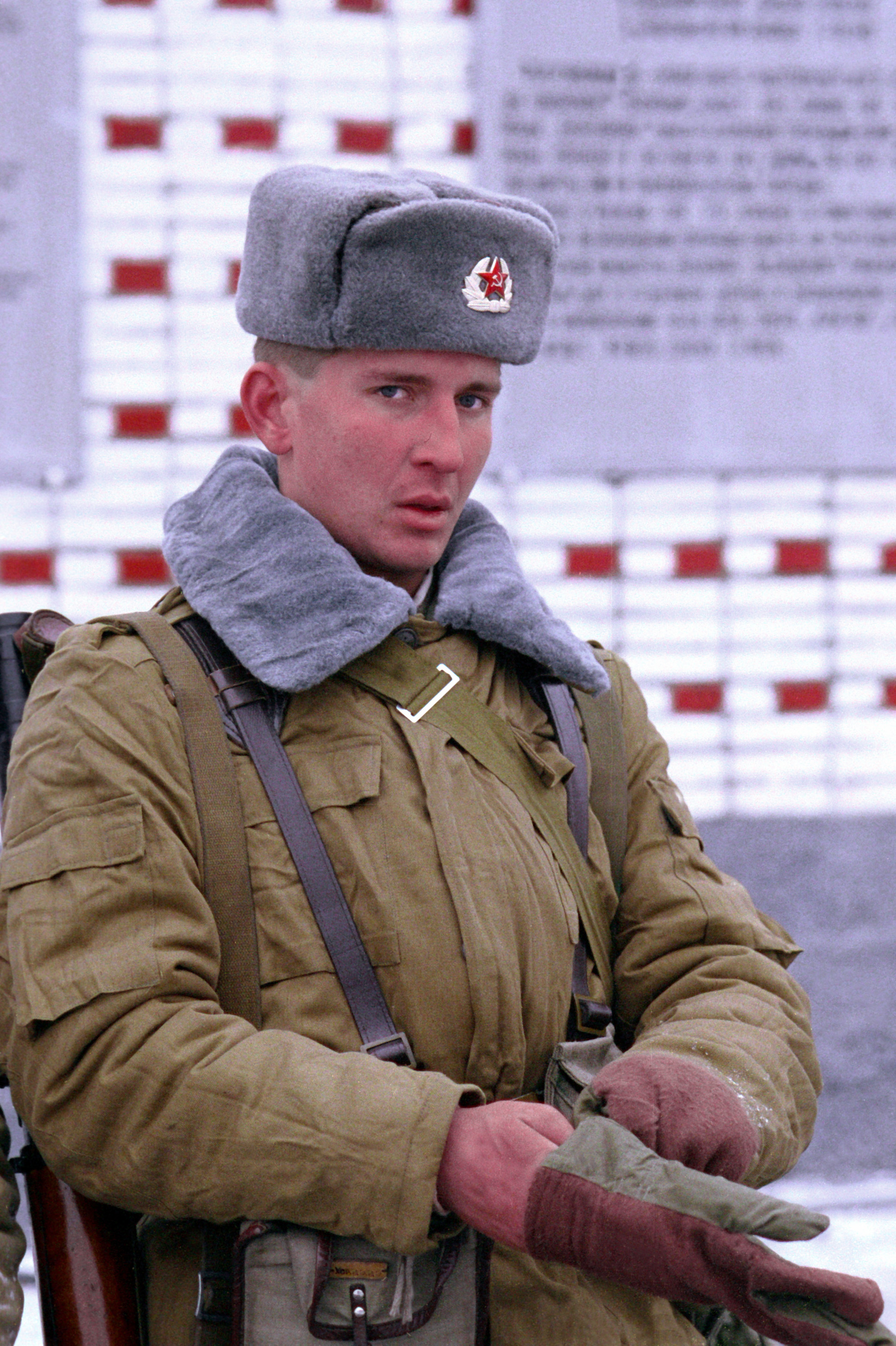
Soldat der 2. Garde-m.SD. (1992)
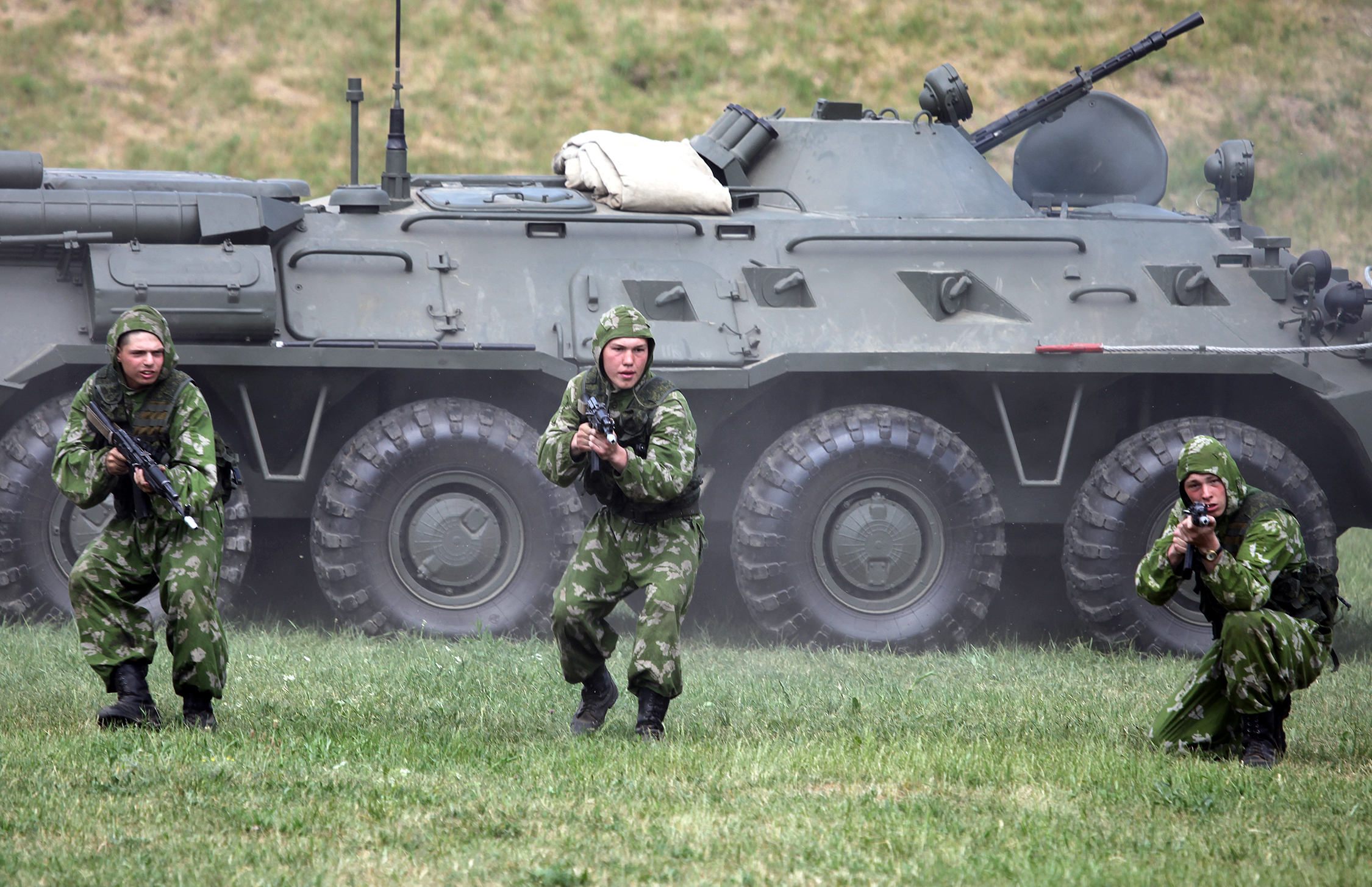
Aufklärer der 2. Garde-m.SD. (2014)

1999 nahm die Division als Teil der Gemeinsamen Gruppe der Streitkräfte im Nordkaukasus am Anti-Terror-Einsatz in Tschetschenien teil. Dazu wurde das 15. Garde-motorisierten Schützenregiment Anfang 2000 nach Tschetschenien entsandt, wo es nach dem Ende der großen Kampfhandlungen im Süden der Republik und in der Argun-Schlucht eingesetzt wurde.
Das russische Verteidigungsministerium beschloss im November 2008, die 2. Garde-mot. Schützendivision und die 4. Garde-Kantemirowka-Panzerdivision des Moskauer Militärbezirks aufzulösen und sie in vier Brigaden umzuwandeln. Im Zuge der Militärreform im Mai 2009 wurde die Tamaner-Division in die 5. Motorisierte Schützen-Brigade des Militärbezirks Moskau umstrukturiert.

### Gegenwart
Im Mai 2013 erließ der russische Verteidigungsminister den Befehl, die früher aufgelösten Garde-Divisionen „Taman“ und „Kantemirowka“ wieder aufzustellen. Die Grundlage für die Neubildung waren jeweils die 5. Separate motorisierte und die 4. Panzer-Brigade. Die Divisionen erhielten ihre alten historischen Namen zurück und nahmen wieder an den Siegesparaden auf dem Roten Platz teil.
Im Jahr 2016 wurde die Division Teil der im westlichen Militärbezirk neu aufgestellten 1. Garde-Panzerarmee. Die meisten Einheiten sind in der Stadt Kalininez im Oblast Moskau, 45 Kilometer (28 Meilen) südwestlich von Moskau stationiert.
2020 wurden Teile der Division  als erste russische Truppe mit den neuen  T-14-Kampfpanzern ausgerüstet.
Die Division nahm am russischen Überfall auf die Ukraine im Jahr 2022 in der Nordostukraine teil, insbesondere an der gescheiterten Eroberung von Tschernihiw.